# Johann Heinrich Louis Krüger
Johann Heinrich Louis Krüger (Elze, 21 settembre 1857 – Hannover, 1º giugno 1923) è stato un geodeta e matematico tedesco.
Fu direttore dell'Istituto geodetico prussiano dal 1917 e scrisse vari libri sulla geodesia, operativa e teorica.
Nel 1912 ha presentato il suo "Konforme Abbildung des Erdellipsoids in der Ebene", una delle opere che hanno permesso lo sviluppo in cartografia nel 1923 del Sistema di coordinate Gauss–Krüger.